# Nawaphon
Il movimento Nawaphon (in lingua thai: ขบวนการนวพล, trascrizione RTGS: Khabuan Kan Nawaphon, trascritto anche Nawapol; letteralmente 'Forza Nuova' o 'Forza Nove', con riferimento al sovrano Rama IX) era un gruppo di estrema destra di ispirazione nazionalista, buddhista e monarchica attivo negli anni settanta in Thailandia. Fu un'emanazione del Comando Operazioni per la Sicurezza Interna, un'unità antiguerriglia dell'esercito creata per combattere i comunisti.
Il compito di Nawaphon era di far aderire al proprio progetto soprattutto la parte più abbiente della popolazione civile, illustrando i pericoli per la società causati dal movimento popolare che aveva posto fine alla dittatura militare con le sollevazioni del 1973 e dai governi civili che si erano insediati dopo tale dittatura. La principale attività fu quella di divulgazione delle idee nazionaliste e monarchiche con dimostrazioni, articoli sui giornali, conferenze ecc., cooperando e dando supporto ai Gaur Rossi, un gruppo paramilitare formatosi nello stesso periodo.

## Storia

### Premesse
Dal 1960 il sudest asiatico era devastato dalla guerra del Vietnam; gli accordi di pace di Parigi del gennaio 1973 comportarono il ritiro delle forze armate statunitensi dalla regione ed il progressivo rafforzamento dei ribelli comunisti di Vietnam, Laos e Cambogia, che avrebbero trionfato dopo la caduta di Saigon dell'aprile del 1975. Le forze armate thailandesi, che avevano appoggiato gli Stati Uniti, seguivano con preoccupazione l'evoluzione del conflitto ed i risvolti che aveva nel Paese. Molti temettero che la caduta dei regimi conservatori dei Paesi vicini avrebbe portato i comunisti a cercare di conquistare il potere in Thailandia e che gli attivisti di sinistra si stessero preparando a tale scopo.
Tali timori si erano accentuati nell'ottobre del 1973, quando tre giorni di imponenti manifestazioni studentesche avevano costretto il dittatore Thanom Kittikachorn a rassegnare le dimissioni da primo ministro e a rifugiarsi in esilio a Singapore. Il suo posto era stato preso dal giurista Sanya Dharmasakti, posto a capo di un governo civile da re Rama IX, che aveva appoggiato la sollevazione. Per la prima volta dal colpo di Stato del 1947, gli alti gradi dell'esercito rimasero ai margini della formazione governativa del Paese. I militari risposero cominciando a pianificare un colpo di Stato e addestrando nuovi gruppi paramilitari di controguerriglia anticomunista, i più importanti dei quali facevano riferimento ai movimenti Nawaphon, Krating Daeng (Gaur Rossi) e Luk Suea Chaoban (Scout del Villaggio).
Le milizie furono armate e addestrate in funzione anti-comunista a partire dal 1974 dalla Polizia di Pattugliamento di Frontiera, un'organizzazione paramilitare antiguerriglia affiliata alla Reale Polizia Thailandese e creata negli anni cinquanta con l'assistenza della CIA statunitense. Lo scrittore marxista anglo-thailandese Giles Ji Ungpakorn ha paragonato queste milizie allo squadrismo che si diffuse in Europa negli anni trenta.

### Fondazione
Nawaphon fu fondato nel 1974 dallo studente thai Wattana Kiewvimol, reduce dalla Seton Hall University del New Jersey, dove era stato a capo dell'Associazione degli Studenti Thai negli Stati Uniti. Fin dall'inizio, il movimento poté contare sulla copertura politico-militare del Ministero dell'Interno e del Comando Operazioni per la Sicurezza Interna, che aveva contattato Wattana quando era tornato in Thailandia. Lo slogan con il quale raccolse aderenti fu "Nazione, Religione e Monarchia", che dovevano essere difese dalla minaccia degli studenti comunisti.

### Attività
Nel giro di breve tempo, il movimento arrivò ad avere circa 50.000 effettivi, la maggior parte dei quali erano ufficiali delle forze armate e conservatori nazionalisti civili. Tra i suoi esponenti più in vista vi era il presidente della corte suprema Thanin Kraivichien, che sarebbe stato nominato primo ministro nel 1976, dopo la sconfitta inferta al movimento. Le milizie del Nawaphon furono addestrate al College Jittiphawan, un seminario buddhista nella Provincia di Chonburi fondato dal monaco di destra Kittivudho, il quale aderiva al movimento e sosteneva che uccidere un comunista non è peccato. A membri di Nawaphon furono attribuiti in quegli anni diversi omicidi di attivisti di sinistra.
Le elezioni del 1975 videro un sostanziale equilibrio tra le varie fazioni dei civili, e con il risicato margine di vantaggio ottenuto dalla maggioranza si accentuò l'instabilità politica. Nei mesi successivi si alternarono due governi. La crisi economica internazionale innescò poi un'ondata di scioperi e il malumore degli abitanti delle zone rurali. Lo sciopero generale del 1976 indetto contro l'aumento del prezzo del riso, costrinse il governo ad accettare le richieste dei sindacati, scatenando le proteste delle destre. La dimostrazione con 15.000 membri del Nawaphon chiese invano al governo di dare le dimissioni in favore dei militari. La tensione crebbe e fu sciolto il parlamento, alle nuove elezioni le sinistre furono duramente battute dai conservatori. Nawaphon partecipò ai pattugliamenti intimidatori che caratterizzarono la campagna elettorale, durante la quale furono assassinate 30 persone.
La crisi toccò il suo apice nell'autunno del 1976, quando i militari fecero tornare dall'esilio l'ex dittatore Thanom Kittikachorn. Gli studenti protestarono in massa per alcuni giorni fino al 6 ottobre, quando la polizia di Bangkok, la Polizia di Pattugliamento di Frontiera e gruppi paramilitari penetrarono nell'ateneo done erano riuniti i dimostranti. La brutale strage a cui furono sottoposti quel giorno gli studenti è ricordata come il massacro dell'Università Thammasat, in cui trovarono la morte tra le 40 e le oltre 100 persone. Nawaphon non partecipò direttamente al massacro, ma ebbe un ruolo cruciale nell'alimentare la tensione nei giorni precedenti, organizzando contromanifestazioni e presidi anticomunisti.
L'episodio significò la definitiva sconfitta del movimento studentesco e il ritorno della dittatura militare nel Paese. Lo stesso giorno del massacro si insediò una giunta che sciolse il parlamento, revocò la costituzione e, due giorni, il re nominò primo ministro il membro del Nawaphon Thanin Kraivichien. Malgrado fosse un civile, il suo governo era controllato dai militari della giunta ed instaurò una delle più feroci repressioni mai viste nel Paese. Durò fino all'ottobre del 1977, quando la stessa giunta compì un nuovo colpo di Stato e affidò il governo a un militare più moderato di Thanin. Con la sconfitta del movimento studentesco il Nawaphon scomparì presto dalla scena politica, sospettato di essere un veicolo promozionale per le ambizioni di carriera dei militari che vi aderivano.